# 南部嘻哈
南部嘻哈（Southern hip hop）或称南部说唱（Southern rap），是美国嘻哈乐的一个流派，兴起于20世纪80年代晚期包括新奥尔良、休斯敦、纳什维尔、亚特兰大、孟菲斯、夏洛特及迈阿密等美国南部城市的夜店之中。该音乐流派是对自80年代以来从纽约市到加州席卷全美的嘻哈风潮的回应，可视作是继东海岸嘻哈和西海岸嘻哈之后，美国第三大主流嘻哈流派。许多早期的南部嘻哈艺人在90年代由于无法签下唱片合约，选择通过独立发行音乐或混音带。

## 历史
在20世纪80年代、90年代，嘻哈音乐主要由东海岸和西海岸的艺人主导。洛杉矶和纽约市是嘻哈乐受到关注的两个主要区域。80年代，南部城市开始发展嘻哈乐。来自休斯敦的说唱组合Geto Boys，是最早受到广泛关注的。南部嘻哈的源起最早可以追溯到Geto Boys在1989年的“Grip It! On That Other Level”以及1990年的专辑《The Geto Boys》，还有1991年的“We Can't Be Stopped”的成功。在他们星途大展之时，休斯敦开始成为南部嘻哈的中心。迈阿密也在南部嘻哈的兴起中扮演了重要角色，同时期兴起的知名艺人有2Live Crew、Uncle Luke等。
90年代，亚特兰大成为南部嘻哈运动的中心城市。如OutKast、Goodie Mob之类的组合在很大程度上帮助南部成为嘻哈乐的一个发展中心。OutKast成员Big Boi和Andre 3000成为专辑销量能和东海岸和西海岸的说唱大腕们媲美的南部艺人。南部最为成功的厂牌则出自90年代中后期的新奥尔良。该市的嘻哈乐吸收了本地特色的Bounce音乐。这种形式最早出现在80年代末纽约说唱组合Showboyz的“Triggerman”一曲中。Cash Money唱片公司、No Limit唱片公司以及已经倒闭的Big Boy唱片公司造就了南方说唱厂牌的商业成功。他们的艺人唱片销量以百万计，并且在嘻哈圈内也获得很高的赞誉。在21世纪初，来自南方的艺人开始涌现。如T.I.、Lil Flip、卢达克里斯、Nappy Roots、Trick Daddy、Trina以及Trae都在这一时期出现在主流音乐界。2004年，OutKast以其专辑《Speakerboxxx/The Love Below》获得六项格莱美奖，其中包括最佳专辑奖。